# Bandera de Castellví de la Marca
La bandera oficial de Castellví de la Marca té el següent blasonament:
Bandera apaïsada, de proporcions dos d'alt per tres de llarg, de color verd fosc, amb el castell obert groc amb quatre pals vermells de l'escut, d'alçària 4/5 de la del drap i d'amplària 13/30 de la llargària del mateix drap, al centre.

## Història
El 13 de desembre de 2000, el Ple de l'Ajuntament de Castellví de la Marca (Alt Penedès) va adoptar l'acord d'aprovar la bandera municipal. Va ser confirmada per la Generalitat el 30 de gener de 2001 i publicada en el Diari Oficial de la Generalitat de Catalunya núm. 3326 del 13 de febrer del mateix any.